# Oblast' di Terek
L'Oblast' di Terek era un'oblast (provincia) del Vicereame del Caucaso dell'Impero russo. Corrispondeva grosso modo alla maggior parte dell'attuale Caucaso nord-orientale. Venne creato dagli ex territori dei popoli del Caucaso settentrionale.

## Dati demografici
A partire dal 1897, 933.936 persone popolavano l'oblast'. I russi costituivano una pluralità della popolazione e le minoranze più significative erano costituite da ceceni, osseti e cabardi.

### Gruppi etnici nel 1897[1]
| russi     | 271.185 | 29%   |
| ceceni    | 223,347 | 23,9% |
| osseti    | 96.621  | 10,3% |
| cabardini | 84.093  | 9%    |
| ingusci   | 47.184  | 5,1%  |
| nogai     | 36.577  | 3,9%  |
| cumucchi  | 31.826  | 3,4%  |
| tatari    | 27.370  | 2,9%  |
| armeni    | 11,803  | 1,3%  |
| TOTALE    | 933.936 | 100%  |